# Julius Guttmann
Julius Guttmann (geboren als Yitzchak Guttmann am 15. April 1880 in Hildesheim; gestorben am 19. Mai 1950 in Jerusalem) war ein deutscher Rabbiner und Religionsphilosoph. Sein Buch Philosophie des Judentums (1933) ist ein judentumsgeschichtliches Standardwerk.

## Leben
Julius Guttmann war der Sohn des Rabbiners Jakob Guttmann (1845–1919) und der Beate Guttmann geb. Simonson (geboren 1858) aus Kopenhagen. Sein Vater war von 1874 bis 1892 Oberrabbiner in Hildesheim. In dieser Zeit hatte Hildesheim noch eine große jüdische Gemeinde. Der Vater veröffentlichte auch Traktate über philosophische Themen. 1880 zog die Familie nach Breslau.
Julius Guttmann besuchte das Rabbiner-Seminar in Breslau und die Universität von Breslau. Er war Dozent in Breslau von 1910 bis 1919 und Dozent an der Lehranstalt für die Wissenschaft des Judentums (dem Seminar der jüdischen Reformbewegung) in Berlin von 1919 bis 1934. 1922 löste er Eugen Täubler als Direktor der 1919 gegründeten Akademie für die Wissenschaft des Judentums ab. 1934 wurde er als Professor für Jüdische Philosophie an die Hebräische Universität Jerusalem berufen. Auf dieser Professur blieb er bis zu seinem Tod.

## Die Philosophie des Judentums
Guttmann ist am meisten durch seine Philosophie des Judentums (Reinhardt-Verlag, 1933) bekannt geworden. Übersetzungen liegen auf Hebräisch, Spanisch, Englisch, Japanisch und in weiteren Übersetzungen vor. Das Werk ist als „das letzte Produkt der jüdisch-deutschen ‚Wissenschaft des Judentums‘“ bezeichnet worden (Leon Roth).
Guttmanns Darstellung führt (im Schlusskapitel Die jüdische Religionsphilosophie in der Neuzeit) bis zu Moritz Lazarus und Hermann Cohen, welch letzterer durch sein Buch Religion der Vernunft aus den Quellen des Judentums (1919) Guttmanns eigene Philosophie stark beeinflusst hat. Eine spätere hebräische Ausgabe beinhaltet auch Franz Rosenzweig. Eine tragende Rolle spielen in Die Philosophie des Judentums Chiwi al-Balkhi, Saadia ben Joseph, Isaak Israeli, Solomon ibn Gabirol, Bachja ibn Pakuda, Jehuda ha-Levi, Abraham ibn Daud, Maimonides, Levi ben Gerson, Chasdaj Crescas, Moses Mendelssohn, Spinoza, Salomon Formstecher, Samuel Hirsch, Nachman Krochmal, Salomon Ludwig Steinheim sowie Lazarus, Cohen und Rosenzweig. Wichtige Denker der Kabbala bleiben dagegen ausgeschlossen, was Guttmanns Einstellung zur jüdischen Philosophie charakterisiert.

## Lehre
Religionsphilosophie
Guttmann vertritt die These, Philosophie sei Religionsphilosophie. So sagt er: Die jüdische Philosophie „ist Religionsphilosophie in dem spezifischen Sinne, der durch die Eigenart der monotheistischen Offenbarungsreligion gegeben ist, die sich durch die Energie ihres Wahrheitsanspruches wie durch die Tiefe ihres geistigen Gehaltes der Philosophie als eine eigene Macht gegenüberstellen“

Für Guttmann gibt es im jüdischen Denken eine autonome Theologie: die Mischne Torah des Maimonides. Die häretische philosophische Spekulation über Gegenstände der Religion formte sich jedoch zu einer Religionsphilosophie. Der „Sinn des Religiösen“ kann allein nicht zum Besitz religiöser Wahrheit führen. Guttmann bemerkt, dass dies keine Wahrheit objektiven Wissens, aber eine persönliche innere Gewissheit sei. Diese Gewissheit jedoch sei darum nicht weniger verlässlich. Die Religion sei als „eine eigene Provinz im Gemüte“ zu betrachten. Dem Sinn des Religiösen, der Unmittelbarkeit des Empfindens kommt im religiösen Leben ein „autonomer“ Wirklichkeitscharakter zu.
Guttmann knüpfte an Edmund Husserls Phänomenologie an, mit der er beschreibend „a priori Elemente und Strukturen sichtbar werden lassen konnte, die als ursprüngliche Gegebenes im menschlichen Bewusstsein präsent sind“. Dadurch kann er den Prozess analysieren, durch den Generationen jüdischer Philosophen die jüdische Religion als etwas Vorgegebenes deuten und bisweilen auch rechtfertigen wollen. Der Innerlichkeit des religiösen Bewusstseins konnte Guttmann eine rationalistische Erklärung geben, weil es nicht um die religiösen Ideen als solche ging. Es ging vielmehr um den philosophischen Ausdruck und um die philosophische Formulierung der grundlegenden Prinzipien von Religion.
Historiographie
Guttmann schreibt der jüdischen Philosophie und ihrer Historiographie eine wichtige Rolle zu und vertritt eine historisch-chronologische Einteilung der jüdischen Philosophiegeschichte nach philosophischen Schulen. So untergliedert er die jüdische Philosophie nach historischen philosophischen Schulen, von Aristoteles über den Neuplatonismus bis zum Existenzialismus in einer linearen historischen Abfolge.
Grund dafür sei der „Diasporacharakter der jüdischen Gemeinschaft“. Er nimmt eine Einteilung nach Strömungen vor und meint, dass es immer eine Verbindung zur Tradition der jüdischen Philosophie geben wird. Auch die modernen Autoren führen die Gedankenströme der philosophischen Tradition weiter, so dass die jüdische Philosophie ihre Wurzeln zur Vergangenheit nicht verliert.
Guttmann ist sich dessen bewusst, dass jüdische Existenz heute (1933) sich stark gewandelt hat und dieser Umstand die jüdische Philosophie vor völlig neue Probleme stellt. Er meint, „dass die Philosophie unserer Generation das ist, was sie einmal war“. Es sei aber angesichts der vieldeutigen Situation unabsehbar, welchen Weg sie einschlagen werde. Er vergleicht die Naturwissenschaften mit der Philosophiegeschichte und stellt fest, dass es bei den Naturwissenschaften einen Fortschritt und einen fortlaufenden Wandel gegeben habe. Im Gegensatz dazu, sei die Geschichte der Philosophie mit Krisen und Kontroversen behaftet, wo die neuen Ideen ständig mit dem Denken vergangener Zeiten konfrontiert werden. Auch innerhalb der modernen Philosophie werden die Auswirkungen der wichtigsten Lehren vergangener Generationen aufgenommen, weshalb selbst die „sogenannten Revolutionäre der Philosophie“ bewusst oder unbewusst die Gedanken der philosophischen Tradition weitertreiben. Diese alten Gedanken würden jetzt besser verstanden werden, und es könnten nun neue Schlussfolgerungen gezogen werden. Ungeachtet aller Auseinandersetzungen, würde „die Philosophie die ihr eigene Kontinuität“ bewahren. Als Beispiel nennt Guttman die Entwicklung der jüdischen Philosophie, „die ihre Verknüpfung mit der Vergangenheit beibehält, trotz der Kluft, die das Mittelalter von der Neuzeit trennt“. Guttmann bemerkt, dass es die gleichen Probleme seien, die sowohl im Mittelalter als auch in der Neuzeit angesprochen werden. Die moderne jüdische Philosophie habe aus den Lösungen der großen Philosophen wie Maimonides oder Juda Ha-Levi gelernt. Diese Anknüpfung mit vergangenen Philosophen sei selbst in der modernen jüdischen Philosophie zu sehen, ungeachtet aller Unterschiede.

## Schriften (Auswahl)
- Kant und das Judentum. Schriften der Gesellschaft zur Förderung der Wissenschaft des Judentums, Leipzig 1908
- Kants Begriff der objektiven Erkenntnis. 1911.
- Die Juden und das Wirtschaftsleben. 1913 (Besprechung von Sombarts Werk).
- Religion und Wissenschaft im mittelalterlichen und modernen Denken. 1922.
- Mitherausgeber der „Jubiläumsausgabe“ von Moses Mendelssohns Werken, 1928–1938.
- Die Philosophie des Judentums. 1933 (Geschichte der Philosophie in Einzeldarstellungen  ).
  - Die Philosophie des Judentums. Mit einer Standortbestimmung von Esther Seidel und einer biographischen Einführung von Fritz Bamberger, Jüdische Verlagsanstalt, Berlin 2000.